# Osteochilus spilurus
Osteochilus spilurus är en fiskart som först beskrevs av Bleeker, 1851.  Osteochilus spilurus ingår i släktet Osteochilus och familjen karpfiskar. IUCN kategoriserar arten globalt som livskraftig. Inga underarter finns listade i Catalogue of Life.